# Beautiful Trauma
Beautiful Trauma is het zevende studioalbum van P!nk. Het album werd uitgebracht op 13 oktober 2017 door RCA Records na een onderbreking van 5 jaar van muziek. De release van het album werd voorafgegaan door de release van de eerste single,"What About Us", op 10 augustus 2017. het album werd genomineerd voor een Grammy Award voor Beste Pop Vocal Album tijdens de 61e Grammy Awards.
Pink is na de release begonnen aan de Beautiful Trauma World Tour om het album te promoten. 

## Tracklist
Het album bestaat uit de volgende nummers:

| 1.                 | Beautiful Trauma            | Alecia Moore, Jack Antonoff                                          | 4:10 |
| 2.                 | Revenge (met Eminem)        | Moore, Marshall Mathers, Max Martin, Shellback                       | 3:46 |
| 3.                 | Whatever You Want           | Moore, Martin, Shellback                                             | 4:02 |
| 4.                 | What About Us               | Moore, Johnny McDaid, Steve McCutcheon                               | 4:29 |
| 5.                 | But We Lost It              | Moore, Greg Kurstin                                                  | 3:27 |
| 6.                 | Barbies                     | Moore, Julia Michaels, Ross Golan, Jakob Jerlström, Ludvig Söderberg | 3:43 |
| 7.                 | Where We Go                 | Moore, Kurstin                                                       | 4:27 |
| 8.                 | For Now                     | Moore, Michaels, Mattias Larsson, Robin Fredriksson, Martin          | 3:36 |
| 9.                 | Secrets                     | Moore, Martin, Shellback, Oscar Holter                               | 3:30 |
| 10.                | Better Life                 | Moore, Antonoff, Sam Dew                                             | 3:20 |
| 11.                | I Am Here                   | Moore, Billy Mann, Christian Medice                                  | 4:06 |
| 12.                | Wild Hearts Can't Be Broken | Moore, Michael Busbee                                                | 3:21 |
| 13.                | You Get My Love             | Moore, Tobias Jesso Jr.                                              | 5:11 |
| Totale duur: 51:08 |                             |                                                                      |      |

| 14.                | White Rabbit | Grace Slick | 2:43 |
| Totale duur: 53:51 |              |             |      |